# Sankt Augustin
Sankt Augustin [zaŋkt 'aʊ̯gʊˌstin] − miasto w Niemczech, w kraju związkowym Nadrenia Północna-Westfalia, w rejencji Kolonia, w powiecie Rhein-Sieg, w aglomeracji byłej stolicy - Bonn. W 2010 roku liczyło 55 442 mieszkańców. Miasto jest siedzibą jednostki antyterrorystycznej GSG 9 oraz zakonu werbistów. W dzielnicy Birlinghoven znajduje się pałac Birlinghoven i kampus instytutów naukowych Fraunhofer Institute.

## Dzielnice
Dane z 2007:
- Birlinghoven 1 952 3,2 km²
- Buisdorf 3 275 3,5 km²
- Hangelar (wraz z Niederberg) 9 195 6,7 km²
- Meindorf 2 929 2,1 km²
- Menden 10 229 7,2 km²
- Mülldorf 9 386 2,1 km²
- Niederpleis (wraz z Schmerbroich) 12 315 6,9 km²
- Sankt Augustin 6 556 2,6 km²